# Fojia bumui
Fojia bumui is een hagedis uit de familie skinken (Scincidae).

## Naam en indeling
De naam van zowel de soort als het geslacht werd voor het eerst voorgesteld door Allen Eddy Greer en Martin Simon in 1982. Het is de enige soort uit het monotypische geslacht Fojia.
De wetenschappelijke naam betekent in de lokale taal letterlijk vertaald 'langs het water levende skink'; Foji betekent skink en bumu betekent langs het water levend.

## Verspreiding en habitat
De skink komt voor in delen van Azië en leeft endemisch in Papoea-Nieuw-Guinea in de provincie Morobe. De hagedis is aangetroffen op een hoogte van 75 tot 650 meter boven zeeniveau. De habitat bestaat uit vochtige omgevingen zoals de oevers van rivieren en beken.
Door de internationale natuurbeschermingsorganisatie IUCN is de beschermingsstatus 'onzeker' toegewezen (Data Deficient of DD).